# وعلان خشن السويق
وعلان خشن السويق (الاسم العلمي: Commelina aspera) هو نوع من النباتات يتبع جنس الوعلان من الفصيلة الوعلانية.